# Dorcadion albanicum
Dorcadion albanicum är en skalbaggsart som beskrevs av Heyrovský 1934. Dorcadion albanicum ingår i släktet Dorcadion och familjen långhorningar. Inga underarter finns listade i Catalogue of Life.